# Wailly
Wailly är en kommun i departementet Pas-de-Calais i regionen Hauts-de-France i norra Frankrike. Kommunen ligger i kantonen Arras-Sud som tillhör arrondissementet Arras. År 2022 hade Wailly 1 076 invånare.

## Befolkningsutveckling
Antalet invånare i kommunen Wailly
| Referens: INSEE |